# Bergia pedicellaris
Bergia pedicellaris là một loài thực vật có hoa trong họ Elatinaceae. Loài này được (F.Muell.) F.Muell. ex Benth. mô tả khoa học đầu tiên năm 1863.